# Feletheus
Feletheus dit Feva est un roi des Ruges (rex rugorum) de la fin du Ve siècle apr. J.-C. Son existence et ses actes nous sont essentiellement connus par Eugippe, l'hagiographe de Séverin du Norique.

## Repères biographiques
Fils du roi Flaccitheus, Feletheus est le frère de Ferderuchus, le mari de Gisa et le père de Fredericus. Son règne débute entre 453 et 482 pour s'achever en 487. Karl Ludwig Schmidt place son accession au pouvoir en 475. Son royaume s'étendait en Norique Riverain, entre les Alpes et le Danube. Il étendit par la suite ce royaume au-delà du Danube.
Comme son peuple, il était de foi arienne, homéiste, mais s'entendait assez bien avec saint Séverin pour venir le consulter.
En 487 il est vaincu à proximité du Danube par Odoacre, qui l'emmène, captif, en Italie avant de l'exécuter.

## Sources primaires
- Paul Diacre, Histoire des Lombards, L. I.
- Eugippe, « Vie de Saint Séverin » (Vita Sancti Severini).